# صالح فروتن‌نیک
صالح فروتن نیک بسکتبالیست مشهدی است. وی تجربهٔ حضور در رده‌های نوجوانان، جوانان و بزرگسالان تیم ملی را دارد. وی در دو دورهٔ پیاپی لیگ برتر موفق به کسب مقام‌های دومی و سومی با تیم پتروشیمی شده است.
قهرمانی در مسابقات جوانان غرب آسیا در آبان ۱۳۹۰، قهرمانی مسابقات جوانان غرب آسیا در فروردین ۱۳۹۱ و سومی رقابت های بسکتبال جوانان آسیا در شهریور ۱۳۹۱ نیز از عناوین کسب شده توسط صالح فروتن است.
وی اکنون به عضویت تیم ملی بسکتبال بزرگسالان ایران درآمده است.